# Љубомир Зуковић
 Љубомир Зуковић (Глибаћи, Пљевља, 5. март 1937 — Нови Сад, 19. октобар 2019) био је српски књижевник, професор Универзитета у Источном Сарајеву и некадашњи професор Универзитета у Сарајеву, редовни члан и потпредседник Академије наука и умјетности Републике Српске и члан Сената Републике Српске. Љубомир Зуковић је био први министар образовања, културе, физичке културе и вјера Владе Републике Српске.

## Биографија
Студирао је на Филозофском и потоњем Филолошком факултету у Београду (Одсек за историју југословенске и светске књижевности), где је и дипломирао 1961. године. На истом факултету је завршио и постдипломске студије, октобра 1963, одбранивши магистарски рад Вуков певач старац Милија. По одслужењу војног рока радио је на Педагошкој академији у Никшићу као професор за Савремену књижевност и Теорију књижевности. На позив тадашњег шефа Одсека за историју југословенске књижевности и српско-хрватског језика Филозофског факултета у Сарајеву, проф. др Салка Назечића, дошао је за асистента за Народну књижевност.
Народна (или усмена) књижевност основна је област његових опредељења још од студија и затим за све време рада и деловања у науци и на универзитету. Школску 1967/68. годину провео је на студијском боравку на Слободном универзитету у Западном Берлину и Балканолошком институту код проф. Н. Рајтера, којом приликом је на Гетеовом институту завршио и курс немачког језика. Докторску дисертацију Вукови сарадници из Црне Горе одбранио је на Филолошком факултету у Београду. Потом је као гост-доцент, школске 1972/73. године предавао Историју српске књижевности на Славистичкој катедри Универзитета у Манхајму.
На математичком факултету, на коме је биран за ванредног, а потом за редовном професора, две године (1973/74. и 1974/75) обављао је и дужност продекана за наставу. Исто толико био је и председник Републичког друштва наставника српскохрватског језика и југословенске књижевности. Предавање из историје југословенске књижевности држао је у Манхајму, Хајделбергу, Инзбруку, Ерпандгену и Дармштату. Учествовао је са саопштењима на разним научним скуповима у нашој земљи и иностранству. После првих вишестраначких избора именован је за заменика министра за образовање, науку, културу и физичку културу у Влади тадашње СР БиХ, на којој је дужности био све до избијања рата.
Од почетка рата па до краја 1995. налазио се на дужности министра за образовање, науку, културу и спорт у Влади Републике Српске, а све до издвајања Министарства вјера водио је и послове тог ресора. Потом је биран за министра без портфеља, а истовремено је држао наставу на Филозофском факултету у Српском Сарајеву. Од 1998. па до краја 2001. био је амбасадор БиХ у Атини. За време Југославије био је члан разних редакција, комисија и одбора који су се бавили прикупљањем грађе и писањем прилога за историју књижевности народа бивше југословенске СР БиХ. Одређене пројекте радио је за Црногорску академију наука и умјетности. Члан је Одбора за народну књижевност Српске академије наука и уметности од његовог оснивања.
Књижевнопћу се бави на вишеструк начин, напоредо на више подручја. Од гимназијских дана почео је да објављује песме и приповетке, и то његово учешће у уметничкој књижевности траје непрестано. Своје радове тог рода објављивао је у свим листовима и часописима који излазе у Црној Гори, а штампани су и у Полету, Животу, Одјеку, Лицима, Просвјетном раду и друге. Претежнији је, заправо основни, његов рад у области науке о књижевности. Понајвише проучава народну (или усмену) књижевност, остваривану током векова на српском језику на свим просторима на којима живи наш народ. О тој књижевности објавио је више стотина радова, штампаних у посебним књигама, научним часописима и другим публикацијама. Израдио је десетак антологија народних песама, приповедака, питалица и загонетака, које су готово све штампане по више пута, две хрестоматије и две читанке за средње школе. За познату едицију Сабраних дела Вука Караџића, која већ деценијама излази у београдској Просвети, приредио је критичко издање четврте Вукове књиге Српских народних пјесама, са исцрпним критичким апаратом и опсежним студијом као поговором.
За дописног члана АНУРС изабран је 27. јуна 1997, а за редовног члана 21. јуна 2004. Потпредседник АНУРС био је од 18. октобра 2004. године. Преминуо је 19. октобра 2019. године у Новом Саду.

## Објављења дјела
Списак објављених дјела:
- О нашем усменом пјесништву, Свјетлост, Сарајево 1985;
- Народни еп о Марку Краљевићу, Завод за уџбенике и наставна средства, Београд 1985;
- Караџићев сарадник поп Вук Поповић, Рад - Вуков сабор, Београд 1987;
- Стазама усмености, Универзитетска ријеч, Никшић 1988;
- Вукови певачи из Црне Горе, Рад - Вуков сабор, Београд 1988;
- У народном духу, Универзал, Тузла 1989;
- Српска и хрватска народна епика, Свјетлост, Сарајево 1991;
- Путовође и путокази, Завод за уџбенике и наставна средства, Српско Сарајево 1994;
- Историјски краљ Марко и епски Краљевић Марко, Нови глас, Бања Лука 1995;
- Српска је рођена, Завод за уџбенике и наставна средства, Српско Сарајево 1996;
- Умовање и приповедање народно, Завод за уџбенике и наставна средства, Српско Сарајево 1997;
- Српске народне песме, Завод за уџбенике и наставна средства, Српско Сарајево 1998;
- Народне песме о Првом српском устанку, Српско просвјетно и културно друштво Просвјета, Српско Сарајево 2004;
- У духовном завичају, Завод за уџбенике и наставна средства, Источно Сарајево 2006;
- И на небу и на земљи, Књижевна задруга, Бања Лука 2008;
- Семе распе проклијало, АНУРС, Бања Лука 2010.